# En route vers l'infini
En route vers l'infini (titre original : Journey to Where) est le cinquième épisode de la saison 2 de Cosmos 1999, constituant le 29e épisode de la série. Le scénario est signé (en) Donald James, le réalisateur est (en) Tom Clegg. Le script est finalisé en mars 1976 ; l'épisode est filmé durant la première quinzaine d'avril 1976 et diffusé en septembre de la même année.

## Résumé
Alors que la Lune pénètre dans un vaste espace vide, une voix humaine se fait entendre. Celui qui parle dit être le Dr Charles Logan, un scientifique terrien de l'année 2120, émettant depuis « Texas City ». En raison de la pollution et de l'effet de serre, les humains vivent désormais dans d'énormes complexes d'habitation ayant forme de dômes ; la nature telle qu'on la connaissait au XXe siècle n'existe quasiment plus. Il explique aux Alphans qu'il peut les téléporter à travers l'espace et le temps jusqu'à la Terre de son époque. Mais cela doit être fait dans les 72 heures, faute de quoi les conditions techniques ne seront plus remplies.
Le commandant Koenig et les autres membres du poste de commandement sont sceptiques : ne s'agirait-il pas d'une ruse ou d'un piège ? Le signal provient-il de la Terre ? Après avoir posé plusieurs questions précises sur l'état de la Terre en 1998-1999, Koening en déduit que l'homme est effectivement celui qu'il prétend être.
Logan transmet les plans d'une machine à téléporter. Les Alphans commencent à la construire. Puis ils y insèrent un robot primitif afin de faire un essai. L'expérience est concluante : le robot, doté d'un mécanisme simulant un corps humain, est effectivement téléporté avec succès jusqu'au laboratoire de Logan.
Une tentative en situation réelle a lieu ; la petite expédition est composée de John Koenig, d'Helena Russell et d'Alan Carter. Le compte à rebours commence. Alors que la téléportation est sur le point de se produire, un tremblement de terre secoue les États-Unis de 2120 : les trois aventuriers se retrouvent en pleine nature, dans le froid. Ils ignorent où et quand ils ont été téléportés.
Koenig, Russel et Carter recherchent une grotte pour se protéger du froid. Helena tombe malade ; elle craint une pneumonie. En tout cas, les aventuriers sont dans une nature luxuriante : ils ne se trouvent sûrement pas au XXIIe siècle.
Les trois Alphans sont alors faits prisonniers par une douzaine de soldats armés de sabres et habillés d'habits médiévaux. Ils sont emmenés captifs au campement, tandis que l'état de santé d'Helena s'aggrave.
Pendant ce temps, sur la base Alpha, on a compris que la téléportation a été un échec. Néanmoins il reste un espoir : les données biologiques des trois voyageurs temporels sont reçues, ce qui prouve qu'ils sont vivants. L'état de santé d'Helena est considéré comme inquiétant. Pour sa part, à Texas City, Logan et ses collègues imaginent de recréer un tremblement de terre artificiel pour tenter de recréer les conditions inverses de la distorsion temporelle : ne pourrait-on pas renvoyer les trois aventuriers sur la Lune ? En tout cas, les ramener en 2120 semble difficile techniquement et psychologiquement : les Alphans ne risquent-ils pas d'être inadaptés aux conditions de vie du XXIIe siècle ?
Koenig, Russel et Carter sont emmenés au château du seigneur et incarcérés dans une cave. L'état d'Helena s'aggrave, elle subit une forte fièvre et son pronostic vital est engagé. Ils apprennent alors qu'ils ont été téléportés vingt-cinq ans après la bataille de Bannockburn. Cette bataille décisive ayant eu lieu en 1314 entre les troupes du roi d'Angleterre et celles de Robert Bruce, roi écossais, ils sont donc en 1339.
Soupçonnés par les Écossais d'être porteurs du virus de la peste noire, Koenig et ses compagnons sont menacés d'être brûlés vifs sur un bûcher. Helena parvient à envoyer un signal en Morse en direction d'Alpha et de Logan. Les ordinateurs de ce dernier déterminent avec précision le lieu et la date d'émission (25 mars 1339), et un processus de téléportation est mis en œuvre. Les trois aventuriers disparaissent soudainement de la vue des Écossais. Revenus sains et saufs sur Alpha, les Alphans disent adieu à Logan et à ses collègues. Le contact cesse et Koenig va prendre des nouvelles d'Helena.

## Distribution

### Personnages récurrents
- Martin Landau : commandant John Koenig
- Barbara Bain : Dr Helena Russell
- Catherine Schell : Maya
- Tony Anholt : Tony Verdeschi
- Nick Tate : pilote Alan Carter

### Invités
- Freddie Jones : Charles Logan
- Isla Blair : Carla Cross
- Jeffery Kissoon : Ben Vincent
- Yasuko Nagazumi : Yasko
- Roger Bizley : MacDonald
- Laurence Harrington : Tom Jackson
- Norwich Duff
- Peggy Page

## Novélisation
L'épisode a été adapté par Mike Butterworth dans le roman The Edge of the Infinite (1977).